# Volkswagen E-Up!
O Volkswagen E-Up! é a versão elétrica do Up!. Tudo começou com um carro-conceito em 2009, e posteriormente, o modelo teria entrado em produção em 2013.